# Yuba City Racquet Club Challenger 2007
Lo Yuba City Racquet Club Challenger 2007, noto come Sunset Moulding YCRC Challenger 2007 per motivi di sponsorizzazione, è stato un torneo professionistico maschile di tennis facente parte della categoria ATP Challenger Series nell'ambito delle ATP Challenger Series 2007. È stata la 3ª edizione del torneo e si è svolta dal 4 al 10 giugno 2007 sui campi in cemento dello Yuba City Racquet Club di Yuba City, negli Stati Uniti.

## Vincitori

### Singolare
Kevin Kim ha battuto in finale  Bobby Reynolds con il punteggio di 6–4, 0–6, 6–3

### Doppio
Harel Levy /  Sam Warburg hanno battuto in finale  Eric Nunez /  Jean-Julien Rojer con il punteggio di 6–4, 6–4